# Праздничный сон — до обеда
«Праздничный сон — до обеда» — пьеса («Картины из московской жизни») Александра Островского в трёх картинах. Написана в январе 1857 года: 6 января Александр Островский её задумал, 8 января — начал, 18 января — закончил.
Пьеса является первой в трилогии о молодом чиновнике Бальзаминове, ищущем богатую невесту.
Первая постановка пьесы состоялась 28 октября 1857 года на сцене Александринского театра.

## Действующие лица
- Павла Петровна Бальзаминова, вдова.
- Михайло Дмитрич Бальзаминов, её сын, чиновник, 25 лет.
- Клеопатра Ивановна Ничкина, вдова, купчиха, 35 лет.
- Капочка (Капитолина), её дочь, 17 лет.
- Устинька, подруга Капочки, купеческая дочь, 20 лет.
- Акулина Гавриловна Красавина, сваха.
- Нил Борисыч Неуеденов, купец, брат Ничкиной, 40 лет.
- Юша (Ефим), сын его, 13 лет.
- Матрёна, кухарка у Бальзаминовых.
- Маланья, горничная у Ничкиной.

## Сюжет
В праздник молодой чиновник Бальзаминов видит сон, обещающий женитьбу на богатой невесте. Но, по народному поверью, праздничный сон сбывается только до обеда. Вскоре к Бальзаминовым приходит сваха Красавина и сообщает, что в Бальзаминова влюблена Капочка, дочь богатой купчихи Ничкиной. В это время к Капочке приходит её подруга Устинька, а вскоре приезжает из провинции дядя — Неуеденов с сыном Юшей. Девушки беспокоятся, что грубоватый, прямой, необразованный Неуеденов расстроит женитьбу, но не могут ничего сделать. Когда приходит Бальзаминов, они с Капочкой уединяются в саду, где несколько раз целуются. И каждый раз Юша кричит с голубятни: «Раз! Два!» — и т. д. Устинька отговаривает его рассказывать об этом, но за обедом Неуеденов, заподозрив в Бальзаминовых прохвостов, оскорбляет их, говоря, что «надо работать» и что он боится, как бы его дура сестра не отдала дочь за спекулянта. Бальзаминова уводит сына. И несмотря на то, что Капочка прибегла к обмороку и всячески выражает своё горе, она охотно соглашается на брак с купцом-бородачом.

## Экранизация
В 1964 году пьеса была экранизирована — фильм «Женитьба Бальзаминова» снял режиссёр Константин Воинов. В ролях: Бальзаминов — Георгий Вицин, Бальзаминова — Людмила Шагалова, Красавина — Лидия Смирнова, Капочка — Жанна Прохоренко, Устинька — Людмила Гурченко, Ничкина — Тамара Носова, Неуеденов — Николай Крючков, Матрёна — Екатерина Савинова и др. Персонаж Юши в фильме отсутствует (вернее, это имя носит слуга Ничкиных, подносивший Неуеденову графин с водкой).

## Продолжения
- «Свои собаки грызутся, чужая не приставай» (1861).
- «За чем пойдёшь, то и найдёшь (Женитьба Бальзаминова)» (1861).